# Armin Papperger
Armin Theodor Papperger (* 30. Januar 1963 in Mainburg) ist ein deutscher Manager. Er ist Vorstandsvorsitzender des Rüstungskonzerns Rheinmetall.

## Leben

### Ausbildung und beruflicher Werdegang
Papperger studierte an der Universität Duisburg Maschinenbau mit den Schwerpunkten Molekulare Gasdynamik, Fertigungstechnik und Werkstoffwissenschaften und erlangte einen Abschluss als Diplom-Ingenieur.
Er begann seine berufliche Laufbahn nach dem Studium 1990 im Qualitätsmanagement der damaligen Rheinmetall GmbH (Werk Unterlüß) als Leiter der Gruppe Werkstoffprüfung. 1992 wechselte er ins Werk Düsseldorf von Rheinmetall als stellvertretender Leiter der Abteilung Qualitätslenkung, 1998 wurde er stellvertretender Leiter der Hauptabteilung Qualitätsmanagement. Nach verschiedenen Stationen in der Geschäftsführung von Tochtergesellschaften ab 2001 war er ab 2010 als Mitglied des Bereichsvorstands Defence für Fahrzeugsysteme sowie für den Bereich Waffe und Munition verantwortlich. Anfang 2012 wurde er Vorsitzender des Bereichsvorstands der Defence-Sparte und damit Mitglied im Konzernvorstand der Rheinmetall AG. Zum 1. Januar 2013 berief Rheinmetall ihn zum Vorstandsvorsitzenden.
Laut CNN deckte ein US-Geheimdienst 2024 Pläne der russischen Regierung auf, Führungskräfte europäischer Rüstungsunternehmen zu ermorden, die für die Ukraine im Krieg gegen Russland Waffen produzieren. Ein deutscher Geheimdienst bestätigte, vom US-amerikanischen Partnerdienst darüber informiert worden zu sein. CNN zufolge gelang es, ein Attentat auf Armin Papperger zu vereiteln.
Dagegen bezeichneten hochrangige deutsche Beamte laut Spiegel dies als zu drastische Formulierung, da es keine konkreten Hinweise auf die Art des Anschlags oder eine Tätergruppe gegeben habe.

### Privat
Papperger ist verheiratet und Vater zweier Töchter.

## Positionen und Mitgliedschaften
Armin Papperger ist Mitglied in verschiedenen Aufsichtsräten, so der Rheinmetall Denel Munition (Pty) Ltd (Vorsitzender), der Rheinmetall MAN Military Vehicles GmbH (Vorsitzender) und The Dynamic Engineering Solution Pty Ltd (stellvertretender Vorsitzender des Aufsichtsrats).
Er ist seit 2014 Präsident des Bundesverbands der Deutschen Sicherheits- und Verteidigungsindustrie (BDSV).
Armin Papperger ist seit Mitte der 1980er-Jahre Mitglied im größten technisch-wissenschaftlichen Verein Europas, dem Verein Deutscher Ingenieure (VDI).
Im Jahr 2015 war er Vorsitzender des Kuratoriums des Fraunhofer-Instituts für Kurzzeitdynamik EMI in Freiburg.
Dem Beirat des ungarischen IT-Unternehmens 4iG gehört er seit April 2022 an. Für die Jahre 2023 und 2024 wurde Papperger als Präsidialmitglied des Bundesverbands der Deutschen Industrie e. V. (BDI) hinzugewählt.

## Auszeichnungen
Er ist Träger des VDI-Förderpreises 1990 „für eine Entwicklung zum einseitigen Widerstandsschweißen von elektrolytisch verzinkten Blechen“.